# 別嬪
べっぴん（別品・別嬪）は、美人を表す俗語。べっぴんさんとも言う。
江戸時代の終わり頃、東海道の吉田宿（よしだしゅく、よしだじゅく。現・愛知県豊橋市）にあった織清（おりせい）という店がうなぎのかば焼きを宣伝するために渡辺崋山の次男、渡辺小華のアイディアで「頗別品」と書いた看板を設置した。「別品」は「特別のよい品」という意味であるが、転じて特別に美しいという意味になり、美人を表すようになった。織清の後身は丸よ（まるよ。豊橋市札木町）として現存する。
なお、「明治初期に別品という言葉が発案され、明治中期に美人を表すようになった」という説は、米川明彦によると誤りである。天保の頃成立した咄本『諺臍の宿替』に用例がある。明治初期には美人という意味で使用されていた（一例として明治7年初演の歌舞伎『宇都宮紅葉釣衾(うつのみやにしきのつりよぎ)』）。